# Aguinaldo Perrone
Aguinaldo Perrone, Aguìn (Bari, 24 settembre 1967), è un designer italiano.
È professore ordinario dell'Accademia di belle arti di Lecce ricoprendo le cattedre di Storia del design, storia della fotografia e storia del cinema e del video. In precedenza, ha insegnato storia dell'illustrazione e della pubblicità presso l'Accademia di belle arti di Bari (2014-2022).
Ha esposto in Italia, in Germania (Berlino), Paesi Bassi (Amsterdam), USA (New York), e alla 54ª Biennale di Venezia (Padiglione Puglia). Il suo nome è in catalogo del MoMA Archives and Library, New York (Dadabase, WorldCat n. 657719291) e alcuni suoi libri d'arte acquisiti in prestigiose collezioni internazionali: Columbia University Library (New York), British Library (Londra), Bibilothèque Forney (Parigi), Mart (Rovereto).
La IV Biennale Internazionale del libro d'artista Oggetto Libro, promossa da SBLU_spazioalbello, Biblioteca Nazionale Braidense, Mediateca Santa Teresa, Pinacoteca di Brera, la Triennale di Milano, ADI Design Museum, AIAP, lo ha selezionato esponendo, fra gli altri, questi suoi due libri d'arte: Catalogo ragionato di marchi inutili e manuale del cartellonista moderno e Nell'ipotesi del cartellonismo.

## Opere
- Aguìn, disegni, Bari, Lithos, 2009 ISBN 978-88-904061-0-2
- Chiedete la luna, postfazione di Livio Sossi, Corato, Secop, 2013 ISBN 978-88-98314-04-1
- Il prodotto definitivamente superiore: riflessioni sul cartellonismo, Corato, Secop, 2014 ISBN 978-88-98314-25-6
- Fortunato Depero 1926 passaggio dalle Puglie, Ilmiolibro, Torino, GEDI Gruppo editoriale, 2016 ISBN 978-88-923-1196-1
- Catalogo ragionato di marchi inutili e manuale del cartellonista moderno, Bari, Favia, 2016 ISBN 978-88-6922-064-7
- La pubblicità nel segno del Futurismo, in Galliano Ciliberti (Conservatorio Nino Rota), La musica ricercata, Bari, Florestano ed., 2016 ISBN 9788899320201
- Nell'ipotesi del cartellonismo, Bitetto, Tip. Vitetum, 2018 ISBN 978-88-904061-8-8
- Ditelo con cartellonismo, prefazione di Fusako Yusaki, Macerata, Biblohaus, 2019 ISBN 978-88-95844-67-1
- La sensualità murale di Gino Boccasile, prefazione a Paola Biribanti, Boccasile La signorina grandi firme e altri mondi, Roma, Castelvecchi, 2019 ISBN 978-88-328-2772-9
- C come cartellonismo, prefazione ad Arturo Lancellotti, Storia aneddotica della réclame, Milano, Quinteri ed., 1912, ristampa Macerata, Biblohaus, 2021 ISBN 9788895844961
- L'Omino di Giovinazzo. Fortunato Depero: 1926, passaggio in Puglia, prefazione di Domenico Cammarota, Perugia, Graphe.it, 2022 ISBN 978-88-9372-153-0

## Riferimenti
“Aguinaldo Perrone (Aguìn) è un designer italiano che sembra incanalare lo spirito di Fortunato Depero”, a parere di Steven Heller (Bolts are back, in Print, 16 agosto 2018). In un altro articolo, Heller ha aggiunto: ”Aguìn, un designer italiano, artista illustratore e docente di storia dell’illustrazione e della pubblicità all’Accademia di Belle Arti di Bari, interpreta visivamente la storia del design “avant-garde” dell’inizio del XX secolo, attraverso il suo stile personale” (Hot Off the Hot Metal Press, in Print, Dec. 20, 2018).
Tra i volumi di grafica e cartellonismo, il Catalogo ragionato di marchi inutili e manuale del cartellonista moderno citato da Massimo Gatta ne L'Atlante "Fortunato" di Depero. Compie 90 anni il celebre imbullonato, in "Bibliologia an International Journal of Bibliography, Library, Science, History of Typography and the Book", Pisa-Roma, Fabrizio Serra Editore, dicembre 2017, n. 12.
Il saggio Fortunato Depero 1926 passaggio dalle Puglie, Ilmiolibro, Torino, GEDI Gruppo editoriale, 2016 ISBN 978-88-923-1196-1 citato in International year book of futurism studies, Berlin, Walter de Gruyter, 2018.